# تیمائوس (افلاطون)
تیمائوس (یونانی باستان: Τίμαιος، تلفظ: [tǐmaɪ̯os]) کتابی نوشته افلاطون در سن ۷۰ سالگی‌اش است که «رمان تاریخی» و «افسانه‌ای درباره طبیعت» نیز نام گرفته‌است. این کتاب عمدتاً در قالب سخنگویی انفرادی (مونولوگ) طولانی است که توسط شخصیت اصلی، در حدود ۳۶۰ سال پیش از میلاد نوشته شده‌است. این روش برای پیشبرد گمانه زنی در خصوص ماهیت جهان مادی و انسان است که در ادامه مباحث کریتیاس (افلاطون) می‌آید.

## مقدمه
مباحثه یک روز پس از توضیح اظهارات الگوی سقراط رخ داد. در آثار افلاطون چنین مباحثی در حضور عموم تحقق میافت. سقراط احساس کرد مباحث ارائه شده وی در این خصوص برای جلب انظار کافی نیست. هرموکراتس تمایل داشت به سقراط کمک کند و اشاره کرد که افلاطون فقط علل و شرح وقوع (20b) را میداند. افلاطون در ادامه داستان سفر سولن (مقنن یونانی) به مصر را در جایی که موضوع آتلانتیس را می‌شنود و اینکه چگونه بعدها آتن یکی از بهترین مناطق برای به راه انداختن آتش جنگ علیه آتلانتیس بود اشاره می‌کند. افلاطون معتقد است که او خود می‌تواند پیشروی کند و اشاره می‌کند که تیمائوس قادر به ارائه شرح وقوع از نقطه آغاز جهان، به انسان می‌باشد. داستان آتلانتیس به کریتاس واگذار شد و محتوای اصلی مباحثه و تفسیر آن به کمک تیمائوس ادامه یافت.

## خلاصه‌ای از گزارش تیمائوس

### طبیعت جهان ماده
تیمائوس با تمایز قائل شدن بر جهان ماده و جهان ابدی آغاز می‌شود. جهان ماده، جهانی است که تغییر و مرگ در آن وقوع میابد، بنابراین هدف از ایجاد آن، درک عدم وجود علت و منطق است. لیکن جهان ابدی هرگز تغییر نمی‌کند بنابراین درک حاصل از آن منطقی و دارای علت است (28a).
سخنانی در خصوص دو جهان مشروط به توجه به تفاوت طبیعت اهداف هر یک می‌باشد. در واقع تعریف آنچه که تغییر نمی‌کند، ثبات و شعور و آگاهی آشکار برای ثبات و عدم تغییر است. (29b) در حالی که تعریف آنچه که تغییر می‌کند و محتمل است، فقط تغییر و احتمال است. هر موجودی که ایجاد شود، واقعی و باور کردنی است (29c). بنابراین در تعریف جهان ماده، کسی نباید به دنبال چیزی فراتر از یک داستان محتمل باشد. (29d)
تیمائوس اعلام می‌کند، از آنجایی که هیچ چیز ایجاد نمی‌شود و تغییر نمی‌کند مگر آنکه دلیلی برای ایجاد و تغییر داشته باشد، می‌توانیم بگوییم که علت عالم باید یک ایجادکننده و سازنده باشد. از آنجایی که عالم، هدفمند است، این خالق بایستی برای ساخت آن، مدل جهان ابدی را به کار برده باشد نه مدل میرا و از بین رونده را. لذا استفاده از جهان ابدی و به شکل بی نقص به عنوان یک الگو منجر به ایجاد جهان ما شد که سابق بر این، فقط به شکل ناقص و ناکامل وجود داشت.

### هدف عالم
تیمائوس با توضیحی بر ایجاد عالم ادامه یافت مبنی بر اینکه عالم ساخته یک خالق الهی است، که خواستار این است که یک مخلوق نیکو بتواند در آن تا حد نیک بودن جهان، نیک باشد. خالق می‌گوید برای ساخت، ماده‌ای برای او بیاورند که از الگوی ثابت و تغییر ناپذیر نمونه‌گیری شده‌است.

## ویژگیهای عالم
تیمائوس توضیح می‌دهد که این ماده در استفاده از چهار عنصر (زمین، هوا، آتش و آب) دارای یکدستی و توازن نبود و مخلوطی بدون شکل و بی حرکت بود. از آنجایی که نظم بیش از بی‌نظمی مطلوب است، نقش اصلی خالق، ایجاد نظم و وضوح در این ماده بود. بنابراین تمام ویژگی‌های جهان بایستی یا با عنایت به انتخاب خالق آن از خوبی و هدفمندی تعریف شود یا از طریق تمایز میان خیر و شر.